# Indiankrigen
Indiankrigen, amerikanska indiankrigen eller kanadensiska indiankrigen är samlingsnamnet på de olika beväpnade konflikterna som utkämpades av europeiska regeringar och kolonisatörer, och senare amerikanska och kanadensiska regeringar och deras bosättare, mot Nordamerikas ursprungsbefolkning. Dessa strider ägde rum inom de nuvarande länderna USA och Kanadas gränser, från tiden från de tidigaste koloniala bosättningarna på 1500-talet, ända fram till 1920-talet. Indiankrigen hade sitt ursprung i konkurrensen som rådde för resurser och markägande, där européer, och senare amerikaner och kanadensare, inkräktade på territorier som traditionellt sett bebotts av Nordamerikas ursprungsbefolkning. Europeiska stormakter och de amerikanska och kanadensiska regeringarna värvade även stammar från ursprungsbefolkningen i syfte att hjälpa dem med krigföring mot varandras bosättningar och deras allierade bland ursprungsbefolkningen.
Efter 1776 begränsades de flesta konflikterna till specifika stater eller regioner, och involverade dispyter över användningen av landet; en del medförde upprepade våldsrepressalier. På 1800-talet sporrades konflikterna av ideologier såsom Manifest destiny, där man klargjorde att USA skulle sträcka sig från kust till kust. I samband med att kontinentens vita befolkning ökade utkämpades konflikterna till nivåer som aldrig tidigare hade skådats. En del av dessa konflikter löstes genom fredsavtal, ofta genom försäljning eller byte av territorium mellan de federala regeringarna och specifika stammar; andra avslutades ofta med att viktiga ledare dödades eller underkastade sig. I Indian Removal Act auktoriserade sig USA:s federala statsmakt ett storskaligt fördrivande av ursprungsbefolkningen som levde öster om Mississippifloden till det mindre tätbefolkade Vilda västern. Amerikanska och kanadensiska medborgare fortsatte att migrera västerut mot Stilla havet under den resterande delen av århundradet, och indiankrigen kvarstod. Utrotningspolitiken raffinerades slutligen av fördrivningen av ursprungsbefolkningen till federalt skyddade reservat i USA och Kanada.

## Översikt
Även om de allra första brittiska bosättarna i Amerika under 1610- och 1620-talen ofta var fredliga, så började kolonisterna så tidigt som under Pequotkriget 1637 välja sida i militära konflikter mellan olika indianska nationer, för att säkra sin egen trygghet och möjliggöra ytterligare expansion in i landet. Krigen, som sträckte sig från 1600-talet (Kung Philips krig, Kung Vilhelms krig och Drottning Annas krig, i slutet av 1600-talet) till massakern vid Wounded Knee 1890 och slutet på nybyggareran, resulterade vanligtvis i att mer land öppnades för kolonisatörerna, att indianerna sakta erövrades, assimilerades eller tvångsförflyttades till indianreservat.
Kända hövdingar som förde krig mot USA under 1800-talet är Sitting Bull, Crazy Horse och Red Cloud. De förra var ledare under det krig där USA tilldelades sitt största nederlag i ett enskilt slag, slaget vid Little Bighorn där general Custer besegrades och hans trupper förintades. Red Cloud var den ende som lyckades vinna ett krig och få USA att acceptera fred på de villkor som indianerna ställde upp. Denna seger vars fredsavtal undertecknades 1868 var dock högst tillfällig och berodde till stor del på svårigheter att transportera soldater och förnödenheter i tillräcklig skala. Detta problem undanröjdes i och med järnvägens tillkomst.
En hel del statistik har tagits fram angående förstörelsen som dessa krig förde med sig, både för kolonisatörerna och indianerna. De mest pålitliga uppgifterna är hämtade från redogörelser för strikt militära företag, som den forskning Gregory Michno utfört, vilken visar på 21 586 döda, skadade och tillfångatagna civila och soldater, endast under perioden 1850-1890. Andra siffror hämtas från andra orelaterade statliga uppgifter, som av Russell Thornton, som beräknade att runt 45 000 indianer och 19 000 bosättare dödades. Denna senare, något grova uppskattning, inkluderar kvinnor och barn på båda sidor, eftersom icke stridande ofta dödades i massakrer vid fronten. Andra författare har kommit med så olika siffror som 5 000 och 500 000 döda.[källa behövs]

## Förenta staternas indiankrig 1790-1859

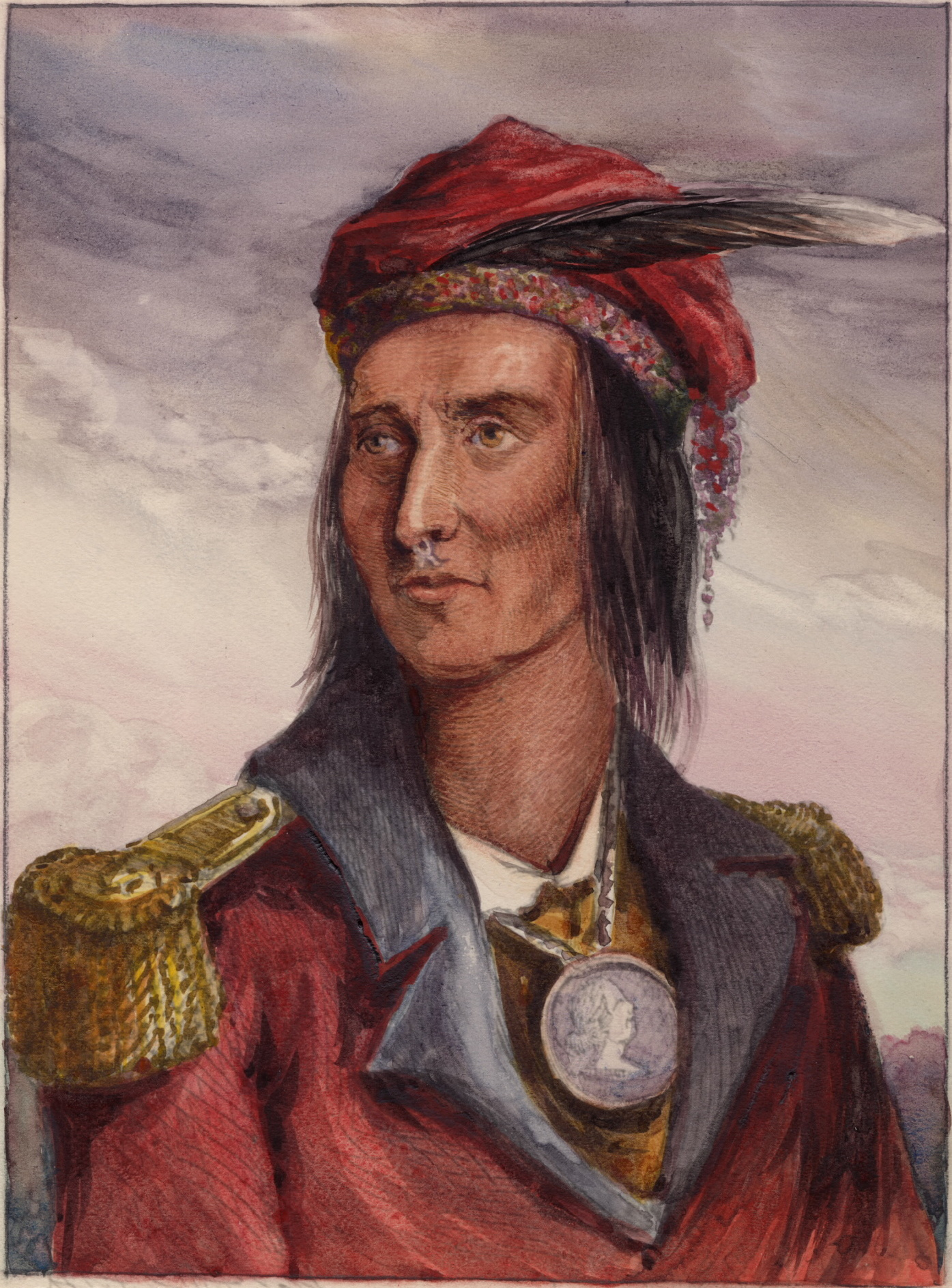
Tecumseh i brittisk officersuniform 1808.

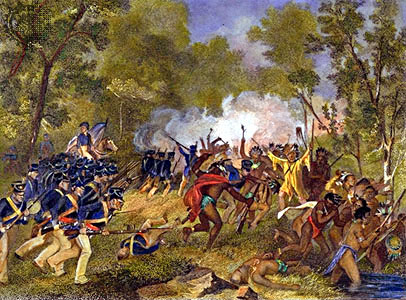
Slaget vid Tippecanoe 1811.

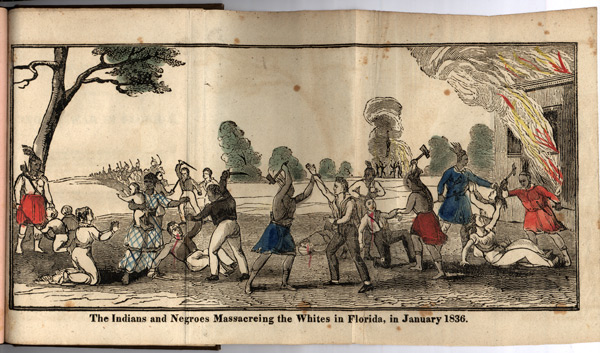
Seminoleindianer dödar vita 1836.

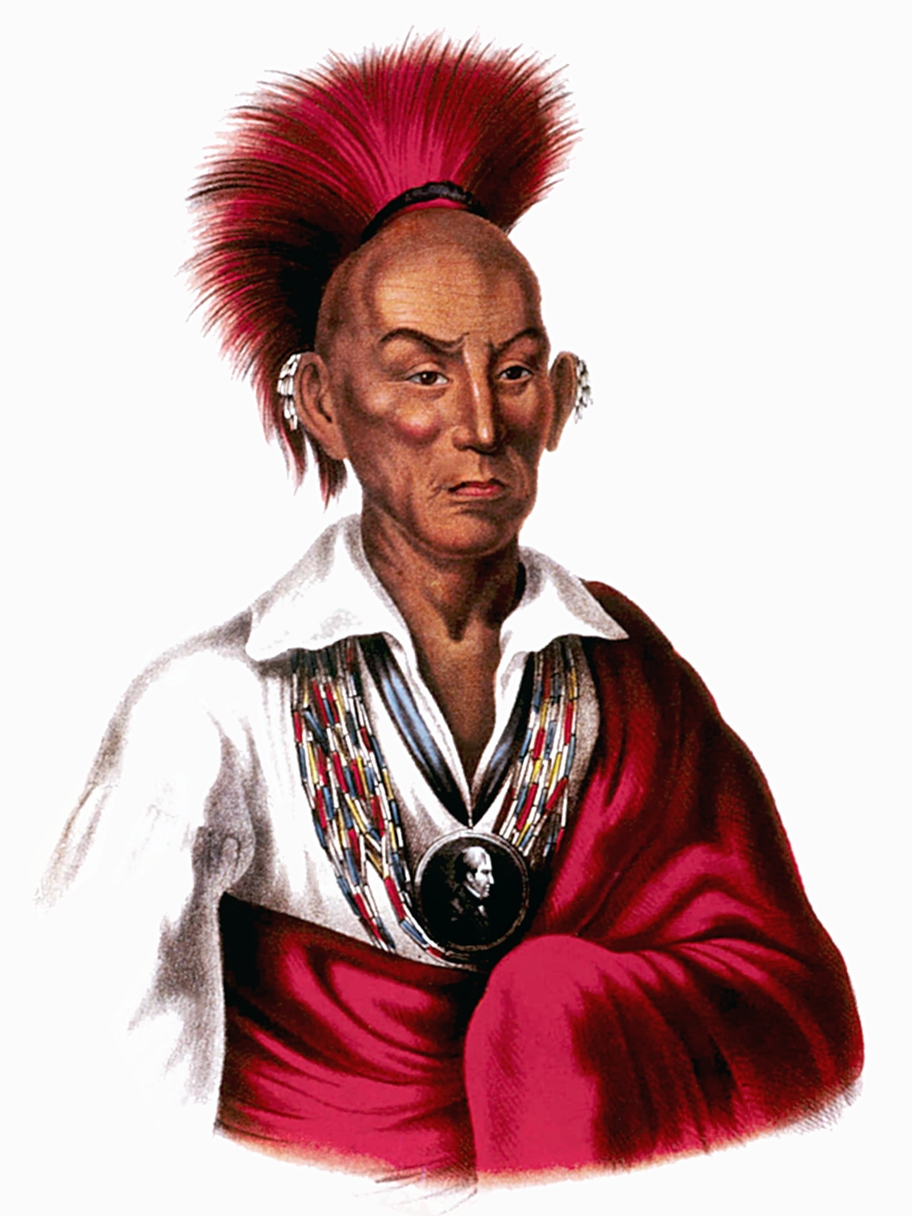
Black Hawk 1837.

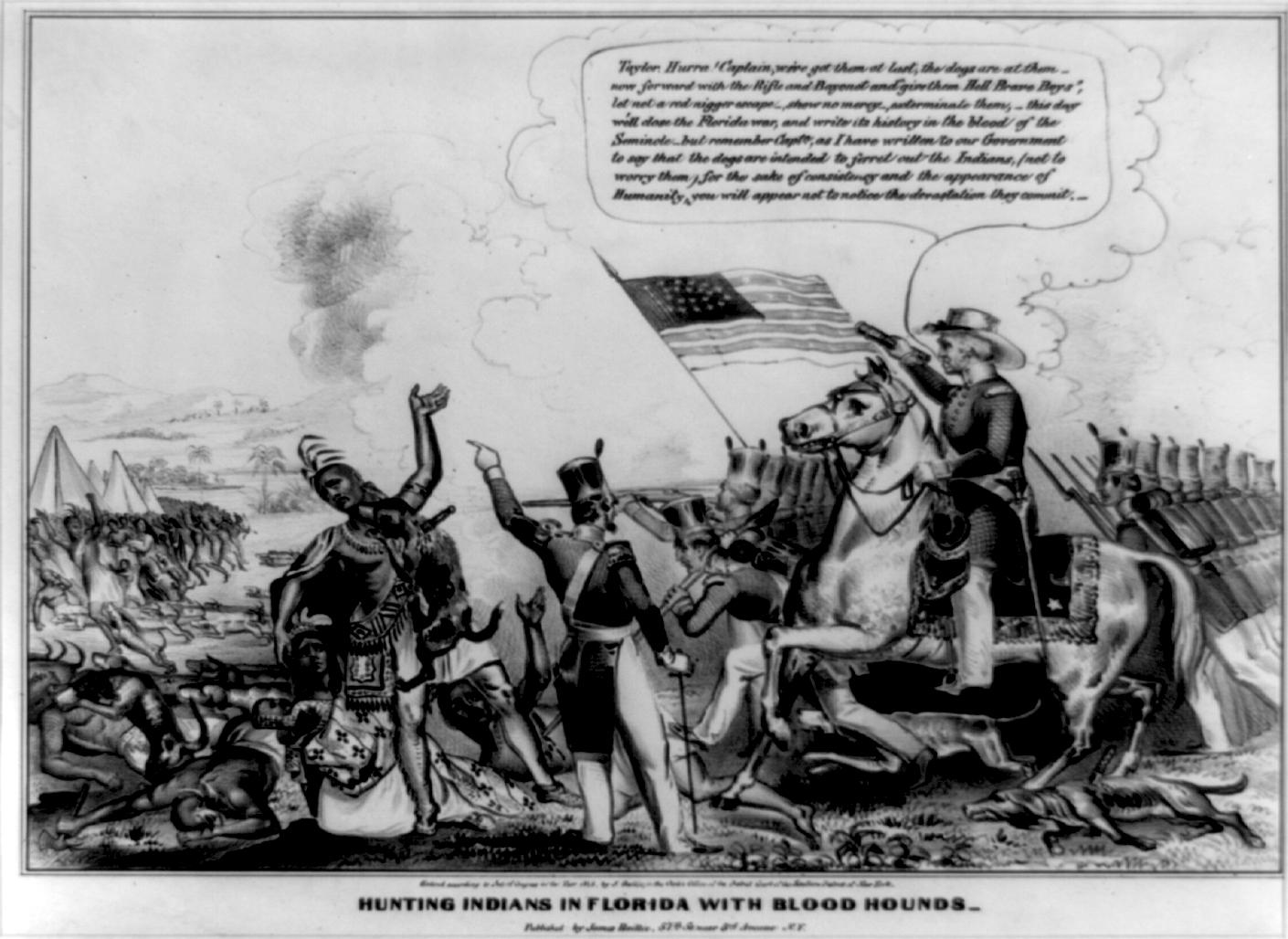
Kritisk karikatyr av den taktik som användes mot seminolerna under Second Seminole War.

| Krig                                                                | Kronologi | Geografi                  | Anmärkning |
| ------------------------------------------------------------------- | --------- | ------------------------- | --- |
| Nordvästra indiankriget                                             | 1790-1795 | Nuvarande Mellanvästern   | Krig med Miami, Wyandot, Delaware, Pottawatomi, Shawnee, Chippewa och Ottawa.                                                       |
| Tecumsehs krig                                                      | 1811-1813 | Nuvarande Mellanvästern   | Blev en del av 1812 års krig. |
| Seminole War                                                        | 1812      | Florida                   | Krig med seminolerna. Blev en del av 1812 års krig.                                                                                 |
| Peoria War                                                          | 1813      | Illinois                  | Krig med peoriaindianerna. Blev en del av 1812 års krig.                                                                            |
| Creekkriget                                                         | 1813-1814 | Alabama                   | Krig med creekerna. Blev en del av 1812 års krig.                                                                                   |
| Seminole War                                                        | 1817      | Florida                   | Krig med seminolerna. First Seminole War.                                                                                           |
| Arikarakriget                                                       | 1823      | South Dakota              | Krig med arikara. |
| Winnebagokriget                                                     | 1827      | Wisconsin                 | Krig med Ho-Chunk. |
| Black Hawk-kriget                                                   | 1832      | Iowa, Illinois, Wisconsin | Krig med Sauk, Fox och Kickapoo. |
| Pawnee Expedition                                                   | 1834      | Indianterritoriet         | Fälttåg mot pawnee. |
| Seminole War                                                        | 1835-1843 | Missouri                  | Second Seminole War var USA:s blodigaste indiankrig vilket åsamkade USA:s armé nästan lika många stupade som det Mexikanska kriget. |
| Osage Troubles                                                      | 1837      | Missouri                  | Strider med osageindianerna. |
| Cayuse War                                                          | 1848      | Oregon                    | Krig med cayuserna. |
| Navajo Troubles                                                     | 1849-1861 | New Mexico                | Strider med navahoindianerna. |
| Texas Indian Troubles                                               | 1849-1861 | Texas                     | Strider med comancher, cheyenner, lipanapacher och kickapoo Se även: apachekrigen, comanchekrigen.                                  |
| Pitt River Expedition                                               | 1850      | Kalifornien               | Fälttåg mot indianer under guldrushen.                                                                                              |
| Yuma Expedition                                                     | 1851-1852 | Kalifornien               | Fälttåg mot Yumaindianerna. |
| Utah Indian Disturbances                                            | 1851-1853 | Utah                      | Strider med indianerna i Utah. |
| Rogue River, Yakima, Klikitat, Klamath and Salmon River Indian Wars | 1851-1856 | Oregon, Washington        | |
| Snake Indian Expedition                                             | 1855      | Oregon                    | Fälttåg mot nordliga paiuteindianer och bannockindianer.                                                                            |
| Sioux Indian Expedition                                             | 1855-1856 | Nebraska                  | Fälttåg mot siouxindianerna. Se även Grattanmassakern.                                                                              |
| Yakima Expedition                                                   | 1855      | Washingotn                | Fälttåg mot yakamaindianerna. |
| Cheyenne and Arapaho Troubles                                       | 1855-1856 | ..                        | Strider med arapaho- och cheyenneindianerna.                                                                                        |
| Seminole War                                                        | 1855-1858 | Florida                   | Krig med seminolerna. |
| Gila Expedition                                                     | 1857      | Arizona                   | Fälttåg mot yumaindianerna nära Gila River.                                                                                         |
| Sioux Indian Troubles                                               | 1857      | Minnesota, Iowa           | Strider med siouxerna. |
| Expedition against Northern Indians                                 | 1858      | Washington                | Fälttåg mot med Palusindianerna. |
| Puget Sound Expedition                                              | 1858      | Washington                | |
| Spokane, Coeur d'Alene adn Ploos Indian Troubles                    | 1858      | Washington                | Strider med spokane- Coeur d'Alene- och Palusindianerna.                                                                            |
| Navajo Expedition                                                   | 1858      | New Mexico                | Fälttåg mot navahoindianerna. |
| Wichita Expedition                                                  | 1858-1859 | Indianterritoriet         | Fälttåg mot wichitaindianerna. |
| Colorado River Expedition                                           | 1859      | Kalifornien               | Fälttåg mot mohaveindianerna. |
| Antelope Hills Expedition                                           | 1859      | Texas                     | Fälttåg mot comancherna. |
| Bear River Expedition                                               | 1859      | Utah                      | Fälttåg mot shoshoner. |

## Förenta staternas indiankrig 1860-1890

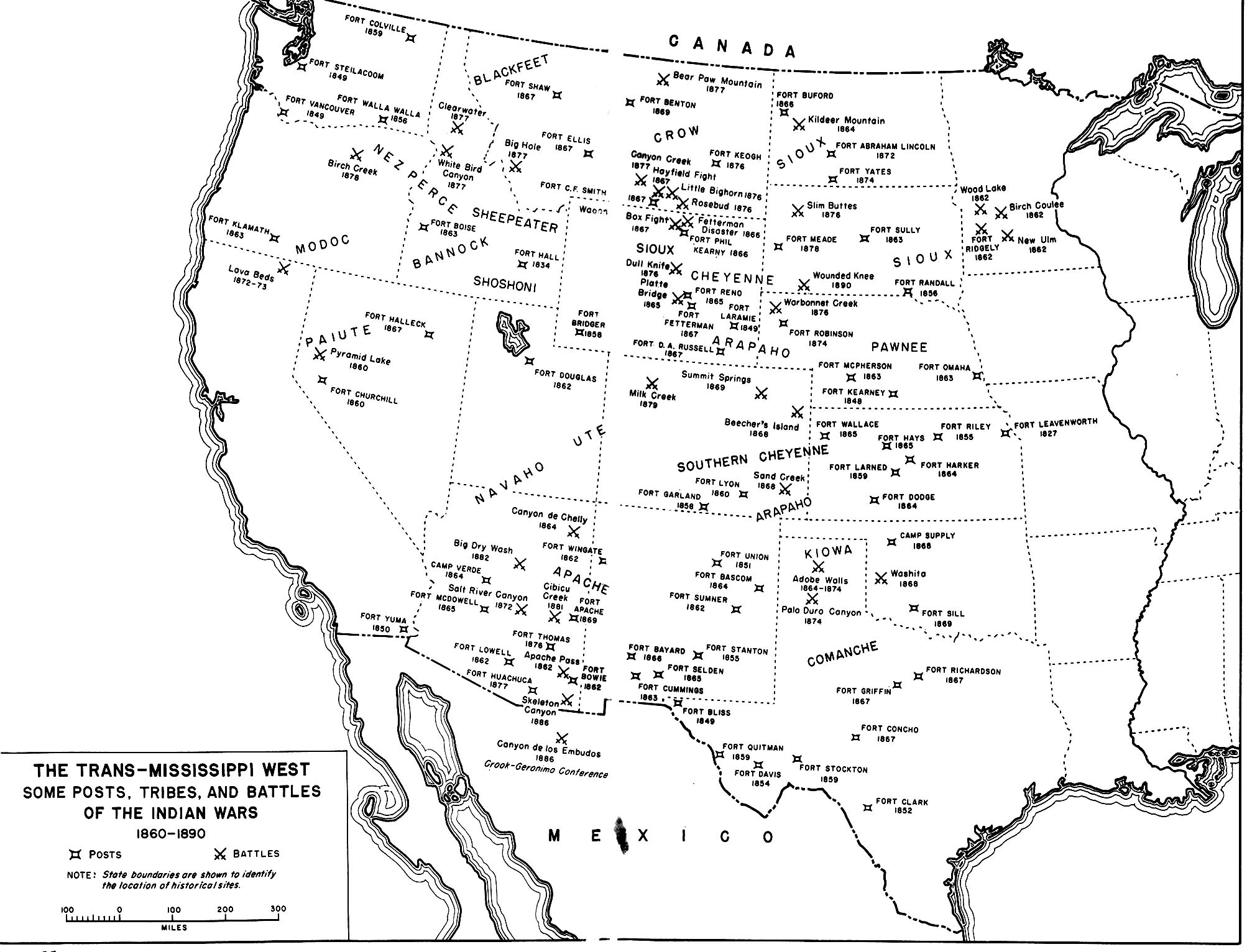
Karta över Förenta staternas indiankrig 1860-1890.

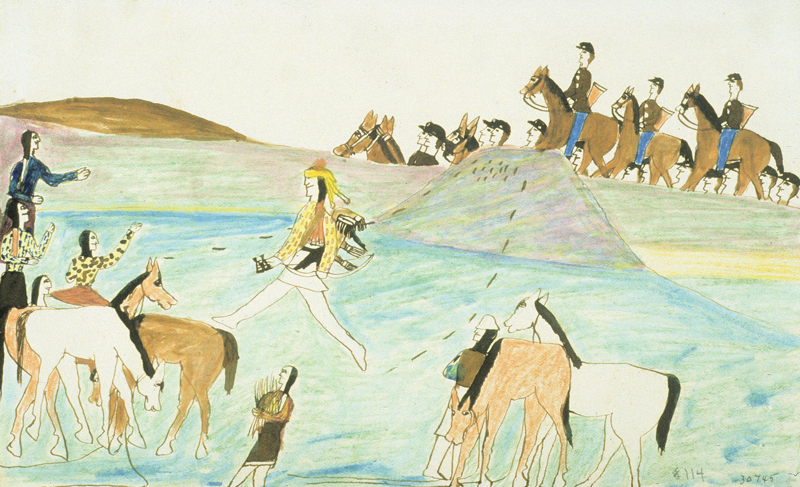
En indiansk spejare upptäcker en amerikansk kavalleristyrka. Målning av en tillfångatagen Kiowakrigare, ca 1875-1878.

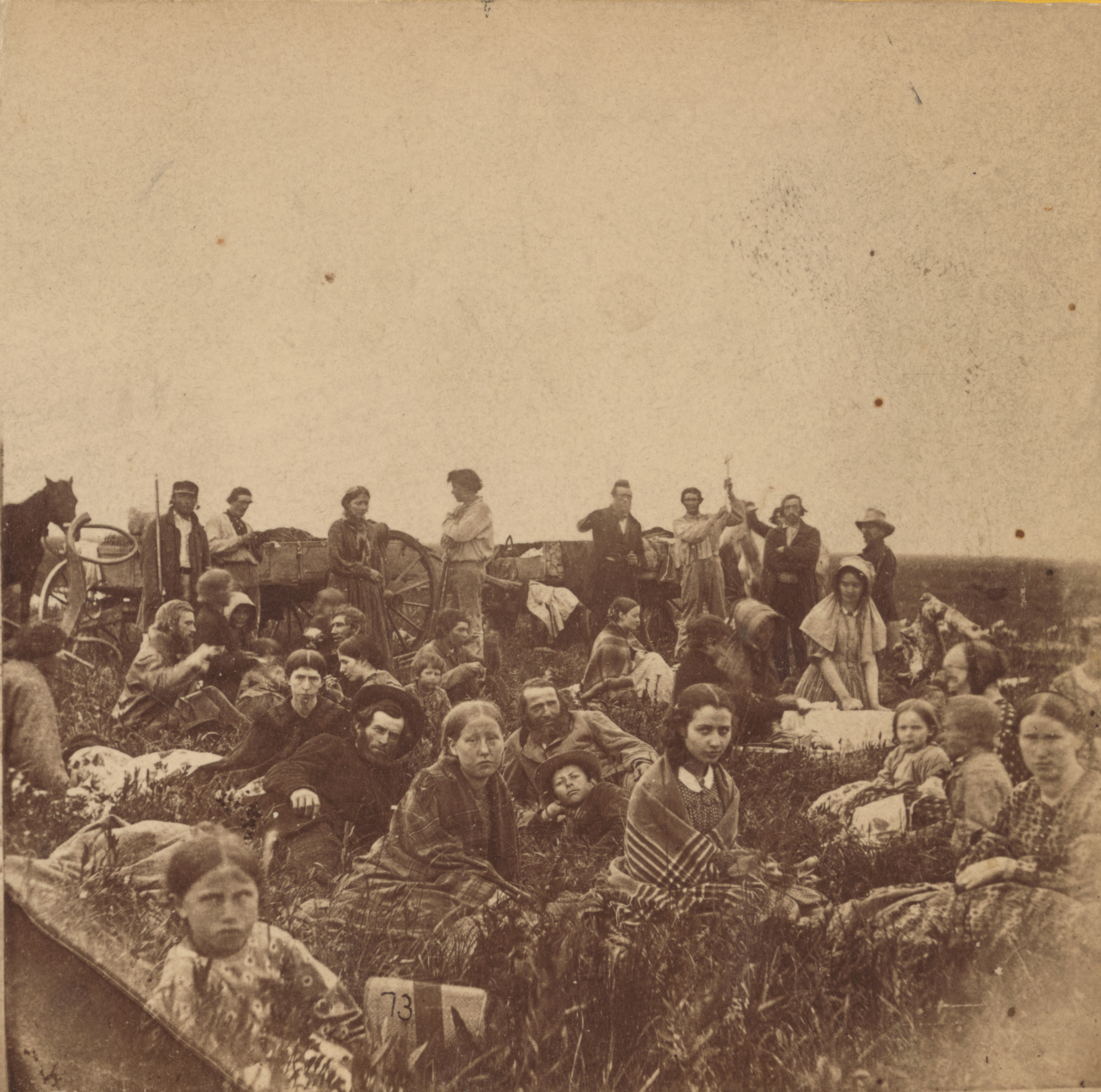
Människor som undkommit massakern vid New Ulm 1862 rastar på prärien.

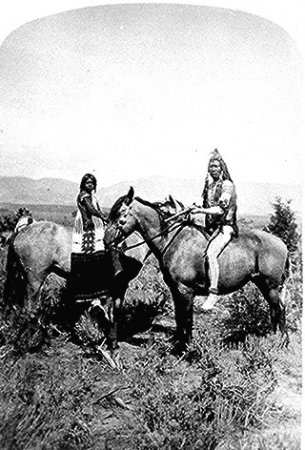
Utekrigare 1874.

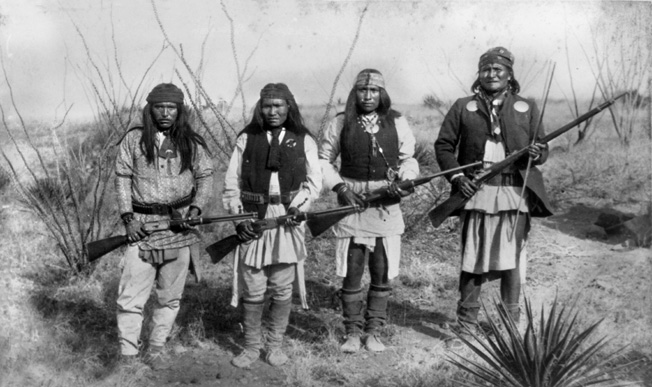
Geronimo och andra apachekrigare 1886.

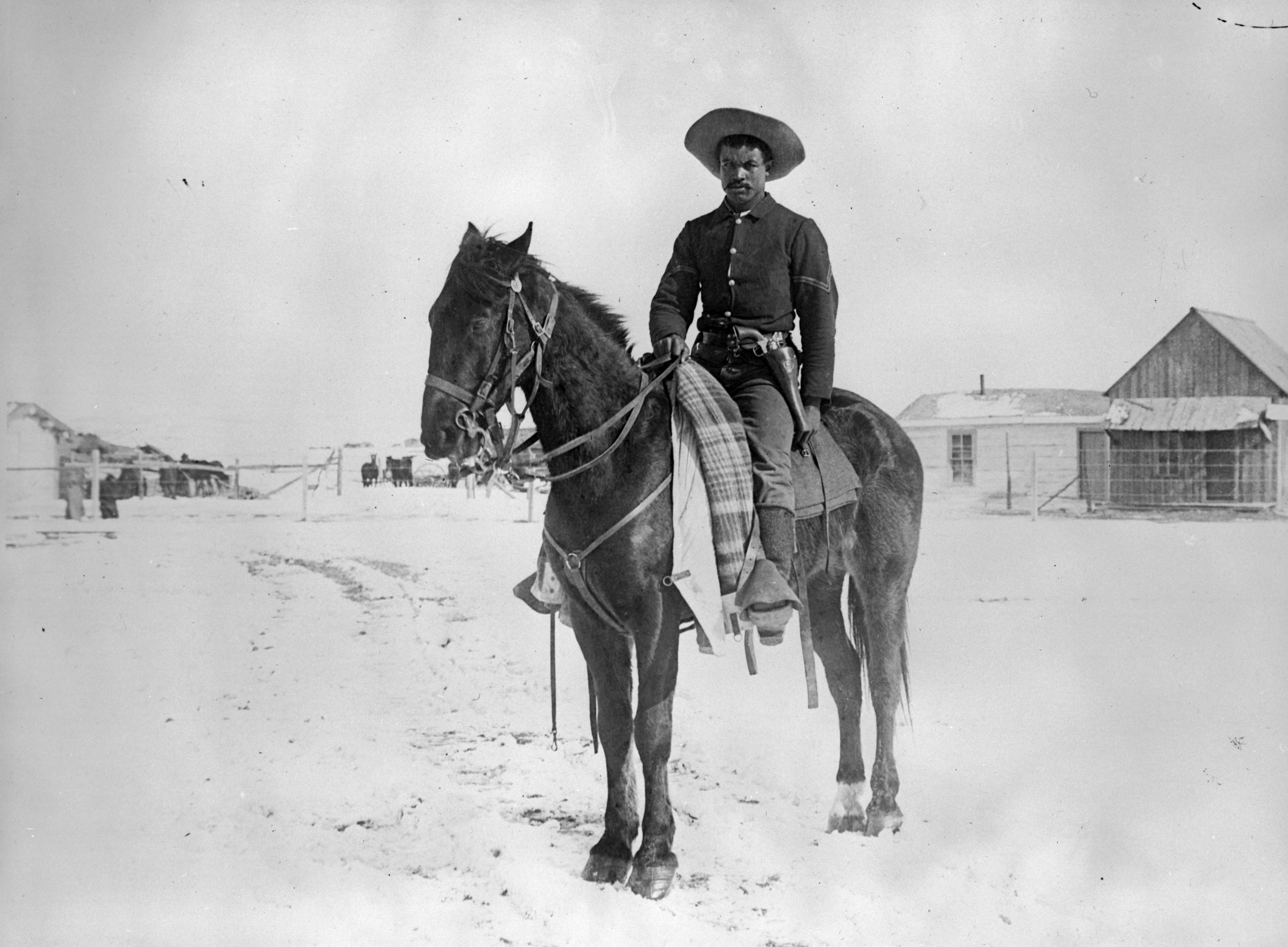
Kavallerist från 9th U.S. Cavalry 1890.

| Krig                                                         | Kronologi | Geografi                                                       | Anmärkning                                                                                       |
| ------------------------------------------------------------ | --------- | -------------------------------------------------------------- | ------------------------------------------------------------------------------------------------ |
| Pah-Ute Expedition                                           | 1860      | Kalifornien                                                    | Fälttåg mot paiuteindianerna.                                                                    |
| Kiowa and Comanche Expedition                                | 1860      | Indianterritoriet                                              | Fälttåg mot kiowa och comancher. Se: Comanchekrigen.                                             |
| Carson Valley Expedition                                     | 1860      | Utah                                                           | Fälttåg mot paiuteindianerna.                                                                    |
| Bannock Indian Attack                                        | 1860      | Idaho                                                          | Bannockindianerna anfaller och dödar ett emigrantsällskap.                                       |
| Navajo Expedition                                            | 1860-1861 | New Mexico                                                     | Fälttåg mot navahoindianerna.                                                                    |
| Apachekrigen                                                 | 1861-1890 | New Mexico, Arizona                                            | Se även: Victorios krig.                                                                         |
| New Ulm Massacre                                             | 1862      | Minnesota                                                      | Siouxindianerna anfaller och dödar nybyggare i New Ulm.                                          |
| Sioux Indian War                                             | 1862-1867 | Minnesota, North Dakota, South Dakota                          | Krig med siouxerna. Se även Fettermanmassakern.                                                  |
| Cheyenne, Arapaho, Kiowa and Comanche War                    | 1863-1869 | Kansas, Nebraska, Colorado och Indianterritoriet               | Krig med cheyenner, arapaho, kiowa och comancher. Se även: Comanchekrigen.                       |
| Indian War                                                   | 1865-1868 | Oregon, Idaho, Kalifornien, Nevada                             | Snake War - krig mot nordliga paiute, bannock och shoshoner. Se även Bear River-massakern.       |
| Campaign against Lipan, Kiowa, Cheyenne and Comanche Indians | 1867-1881 | ..                                                             | Fälttåg mot lipanapacher, kiowa, cheyenner och comancher. Se även: Apachekrigen, Comanchekrigen. |
| Canadian River Expedition                                    | 1868-1869 | New Mexico                                                     | Fälttåg mot arapahoer och cheyenner.                                                             |
| Modoc Campaign                                               | 1872-1873 | Oregon, Kalifornien                                            | Fälttåg mot modocindianerna. Även kallat Modoc War.                                              |
| Campaign against Kiowa, Cheyenne and Comanche Indians        | 1874-1875 | Indianterritoriet                                              | Fälttåg mot kiowa, cheyenner och comancher. Se även: comanchekrigen.                             |
| Sioux Expedition                                             | 1874      | Wyoming, Nebraska                                              | Fälttåg mot siouxerna.                                                                           |
| Expedition against Indians in eastern Nevada                 | 1875      | Nevada                                                         | ..                                                                                               |
| Sioux Expedition                                             | 1876      | North Dakota, South Dakota                                     | Del av Great Sioux War of 1876–79.                                                               |
| Powder River Expedition                                      | 1876      | Wyoming                                                        | dito                                                                                             |
| Big Horn and Yellowstone Expeditions                         | 1876-1877 | Wyoming, Montana                                               | dito - Se även slaget vid Little Bighorn.                                                        |
| War with Northern Cheyenne and Sioux Indians                 | 1876-1879 | Wyoming, Montana, North Dakota, South Dakota, Kansas, Nebraska | Great Sioux War of 1876–79.                                                                      |
| Nez Perce Campaign                                           | 1877      | Montana, Idaho                                                 | Fälttåg mot Nez Perce-indianerna.                                                                |
| Bannock and Paitue Campaign                                  | 1878      | Idaho                                                          | Fälttåg mot paiute- och bannockindianer.                                                         |
| Ute Expedition                                               | 1878      | Colorado                                                       | Fälttåg mot uteindianerna.                                                                       |
| Snake Indian Troubles                                        | 1879      | Idaho                                                          | Sheepeater Indian War - strider med shoshoneindianer.                                            |
| Ute Indian Campaign                                          | 1879-1880 | Colorado, Utah                                                 | Fälttåg mot uteindianerna.                                                                       |
| Sioux Indian Disturbances                                    | 1890-1891 | South Dakota                                                   | Se: Wounded Knee.                                                                                |